# Alfred Bastien
Alfred Théodore Joseph Bastien (Elsene, 16 september 1873 - Ukkel, 7 juni 1955) was een Belgische postimpressionistische schilder van landschappen, portretten en stillevens. Zijn bekendste werk is het panoramisch schilderij Het Panorama van de IJzer.

Canadese kanonniers in het slijk

## Biografie
Als zevenjarig kind geraakte hij onder de indruk van de panoramische schilderijen in de Rotonde Castellani te Brussel, gebouwd in 1880 bij de viering van het vijftigjarig bestaan van België. Hij zei toen tegen zijn moeder "Tu verras maman, quand je serai grand, j'en ferai un pour toi" (Je zal zien, moeder, als ik groot ben, zal ik er een maken voor jou).
Hij werd in 1882 student aan de Academie van Gent onder leiding van de dierenschilder Jean Delvin en in 1891 aan de Academie van Brussel onder Jan Frans Portaels. Hij vervolgde zijn studies aan de "École nationale supérieure des beaux-arts" in Parijs, waar hij kennis maakte met de schilderijen van Gustave Courbet en Eugène Delacroix, maar ook met de nieuwe kunststroming met werken van de impressionisten. Net als zij, richtte hij zich op lichteffecten  en ontwikkelde hij een zacht luminisme in zijn aquarellen van landschappen, stillevens en portretten.
Hij werd bevriend met de beeldhouwer Jef Lambeaux en zij woonden zelfs een tijdje samen. Bastien stond model voor het standbeeld ter ere van bouwmeester Pieter Appelmans (nabij de kathedraal van Antwerpen), onthuld in 1935.
In 1893 werd Bastien stichtend lid van de Brusselse kunstenaarskring Le Sillon. Hij was er gekend als een reactionair die zich weigerde te schikken naar elk -isme. Voor hem was uitsluitend het vakmanschap en het schilderen van belang.
Hij huwde in 1900 met Georgette Leblanc, een operazangeres, die later optrad in de Muntschouwburg van Brussel (niet te verwarren met de Franse operazangeres Georgette Leblanc). Dit huwelijk was van korte duur, want na zijn terugkeer van het front in 1918, keerde hij niet meer terug naar haar. Hij scheidde van haar in 1926.
In 1897 werd hij, met zijn schilderij "Symbole de l'humanité chrétienne" laureaat van de Godecharleprijs, een Belgische prijs (12.000 frank) voor kunstenaars jonger dan 30 jaar.

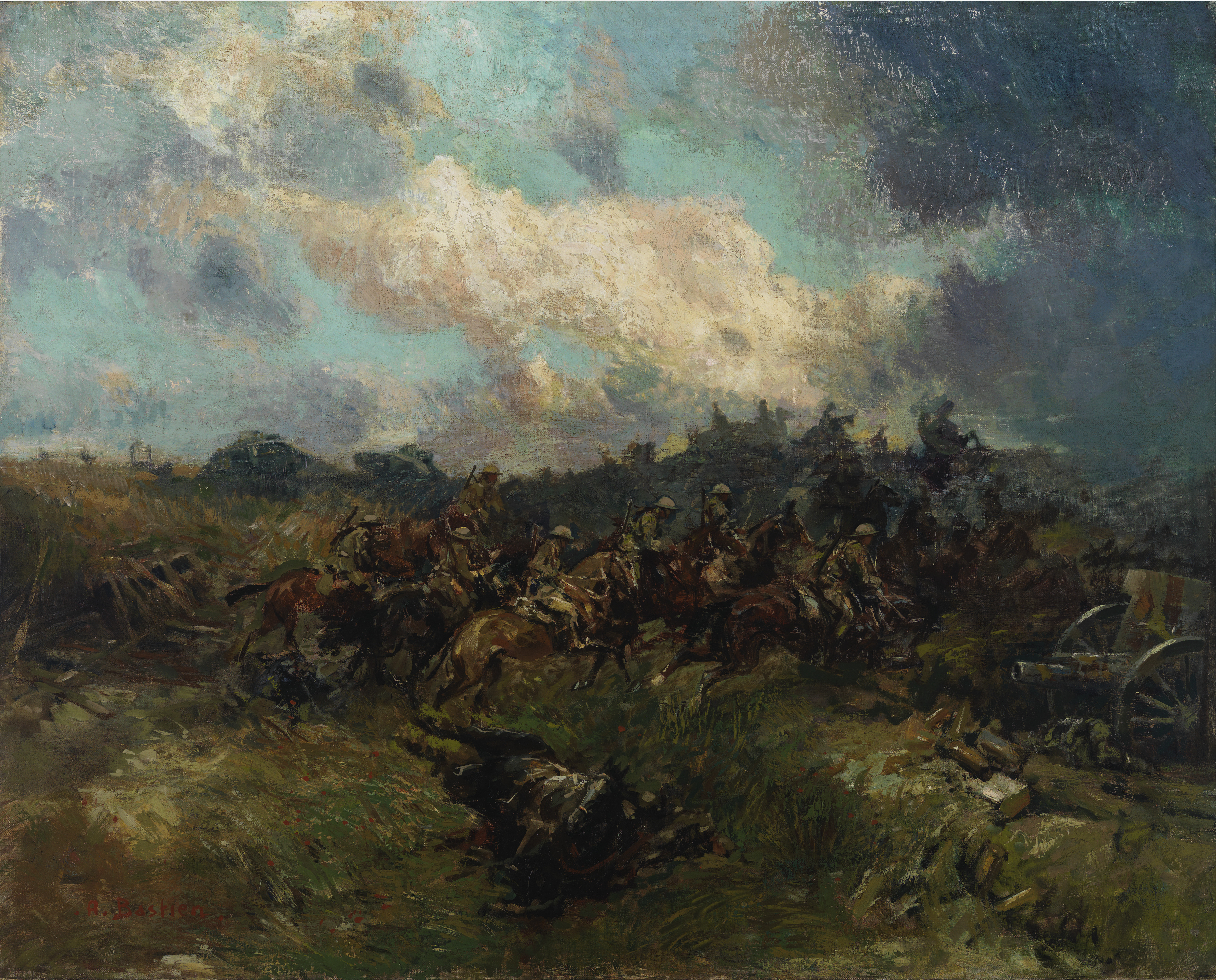
Cavalerie en tanks nabij Arras

Bastien reisde daarna naar verschillende Europese landen en in 1897 naar Noord Afrika. Hij bracht uit Marokko en Algerije veel schetsen mee, die hij later uitwerkte tot schilderijen en tentoonstelde in de "Cercle artistique et littéraire".
In 1898 kwam het 'molenhuis' bij de priorij Rood-Klooster in Oudergem in de handen van de familie Bastien. Eerst woonde zijn zuster Henriette er en daarna vestigde de kunstenaar zich er zelf. Dit huis werd daarna 'het huis van Bastien' genoemd. Bastien maakte deel uit van de informele groep uit de derde groep van de School van Tervuren met onder andere Frans Smeers, Demalander, Albert Pinot en Amédée Degreef.
Van 1905 tot 1908 vertoefde hij in het Midden-Oosten. Hieruit vloeiden een aantal oriëntalistische schilderijen voort.
In 1911, op verzoek van koning Albert I van België, gaf de Belgische regering Bastien, Paul Mathieu, Armand Apol en Philippe Swyncop de opdracht tot het schilderen van een panorama van Belgisch Congo voor de Wereldtentoonstelling van 1913 in Gent. Het materiaal en de voorbereiding en de bespanning van de doekramen werd verzorgd door het Etablissements Mommen. Dit panoramisch schilderij moest de lof bezingen van het Belgisch koloniaal werk. Hiervoor reisde Bastien, samen met de schilder Paul Mathieu, naar Belgisch Congo om de voorbereidende schetsen te maken. Na de Wereldtentoonstelling verdween dit schilderij in de kelders van het Koninklijk Museum voor Midden-Afrika in Tervuren. Gedurende de Tweede Wereldoorlog hebben de Duitsers vernietigingen aangebracht aan dit schilderij. Nu is het in bewaring gegeven aan het Koninklijk Legermuseum in Brussel.
In 1913 maakte hij een grote reis doorheen Azië naar Indië, Japan, China en eilanden in zuidelijke Stille Oceaan.
Bij het uitbreken van de Eerste Wereldoorlog vluchtte het gezin Bastien van Parijs naar Groot-Brittannië, maar Bastien meldde zich in september 1915 als oorlogsvrijwilliger in het Belgisch leger en werd ingedeeld bij een compagnie motorrijders. Op 10 mei 1916 werd hij als luitenant, samen met Léon Huygens, overgeplaatst naar de pas opgerichte Artistieke afdeling van het Leger, gevestigd in Nieuwpoort. Koning Albert I vroeg Bastien om ditmaal een panoramisch doek te maken over de gevechten aan de IJzer. Hierop maakte Bastien, als frontschilder, vele schetsen, die in Londen tot grote composities werden geordend. Op 16 oktober 1917 werd hij gemuteerd naar het 22ste infanteriebataljon van het Canadese leger in Arras. Hier schilderde hij een hele reeks aquarellen van gevechten nabij Arras en Passendale. Een aantal van deze werken maken nu deel uit van de Beaverbrook Collection in het Canadian War Museum in Ottawa, Canada.
In 1920 begon hij dan aan het panoramisch schilderij "Het Panorama van den IJzer", een doek van 14 m hoog en 115 m lang. Hij werkte hiervoor samen met Charly Léonard (1894-1953) en Charles Swyncop. Het werk ging door in de rotonde van het Jubelpark, waar zich eerder het Panorama van Caïro bevond. Gedurende de werken kreeg hij bezoek van koning Albert, koningin Elisabeth en zelfs de Japanse keizer Hirohito. In april 1921 is het doek, dat 3,5 ton weegt, afgewerkt en in augustus 1921 verhuisde het naar de Rotonde Castellani aan de Maurice Lemonnierlaan te Brussel, waar het een groot succes kende. Deze rotonde werd omgevormd tot een parkeergarage in 1924. Het stadsbestuur van Oostende besloot een nieuwe rotonde te bouwen voor dit doek. Oostende was immers het uitgangspunt voor het fronttoerisme, vooral van vele Britten. Deze rotonde werd dan geopend op 5 september 1924 en bevond zich nabij het huidige Canadaplein, tegenover het (toen nog bestaande) derde handelsdok. Het kende eveneens een groot succes. Gedurende de Tweede Wereldoorlog werd het zwaar beschadigd bij een bombardement door Britse vliegtuigen, die dachten dat het een gastank was (het stond nabij een gasfabriek). Het bevat nu meer dan 400 scheuren en is blootgesteld aan weer en wind. In 1950 september 1950 werd het doek overgebracht naar het Legermuseum in Brussel. In januari 1951 werd een poging tot restauratie gedaan onder leiding van Bastien. Het publiek kon het nog korte tijd bezichtigen van 16 juni tot 29 juli 1951. Pas in het begin van de jaren 70 van voorgaande eeuw werd het opnieuw vertoond aan het publiek in de hal van de afdeling Luchtvaart en Ruimtevaart, maar dit gebeurde in slechte omstandigheden. Het doek begon verder af te takelen. Ten slotte werd het in stukken van 14 m gesneden en opgerold op bobijnen. De slechtste stukken werden vernield. De overblijvende bobijnen werden gedumpt in de houtreserve van de schrijnwerkerij van het museum. In 2004 werden de bobijnen weer uitgerold en er werden ongeveer 700 digitale foto's van gemaakt. Ze werden daarna overgebracht naar een onverwarmde loods van de Genie in Jambes. Nu kan men het panorama digitaal bezichtigen in het bezoekerscentrum onder het standbeeld van Albert I in Nieuwpoort.
Bastien huwde in 1928 opnieuw, ditmaal met de Engelse verpleegster Alice Johns, bijgenaamd Johnnie, die hij had leren kennen aan het front.
Bastien was leraar van 1927 tot 1945 aan de Koninklijke Academie voor Schone Kunsten van Brussel en werd er driemaal directeur. Hij hechtte een groot belang aan artistieke opleiding. Een van zijn leerlingen was de Chinees Wu Zuoren (ook geschreven als Wu Tso-jen), die in 1953 directeur zou worden van de Academie voor Schone Kunsten in Beijing. Onder zijn studenten behoorden Paul Delvaux, Luc de Decker, Charles Houben, Eugene Calberg, Jean Speliers, Joseph Vanhove, Maurice De Meyer en Charly Léonard.
In 1936 vroeg de Gemeenteraad van Namen aan Bastien om een diorama te maken van de strijd aan de Maas in 1914 bij het uitbreken van de Eerste Wereldoorlog. Het werk werd vertoond vanaf 1 mei 1937. Het werd eveneens zwaar beschadigd door de Duitsers gedurende de Tweede Wereldoorlog. Wat overbleef werd in 1952 geschonken aan het Legermuseum in Brussel. Het werd teruggevonden toen het Panorama van de Slag om de IJzer werd uitgerold in 2004.
In 1941 werd hij uitgenodigd door Prins Karel op het Koninklijk Paleis te Brussel, met het verzoek tot herinrichting van een vleugel van het paleis. Ze werden goed bevriend en Bastien kreeg in 1942 een atelier in het paleis. Toen de prins na de terugkeer van koning Leopold III verhuisde naar zijn domein in Raversijde (nabij Oostende), kreeg ook het gezin Bastien er een villa.
Na de Tweede Wereldoorlog werd Bastien lid van de Belgische Communistische Partij. Hij werd zelfs verkozen als opvolger in de senaat. Maar hij had spoedig genoeg van al dat gedoe en in 1949 trok hij zich terug uit de KPB.
In 1952 werd hij verkozen tot lid van de Académie royale des sciences, des lettres et des beaux-arts de Belgique.
Hij werd in 1954 gevraagd door het stadsbestuur van Nieuwpoort om een diorama te maken van zeevogels en maritieme polders. Dit was te zien tot 1957 in de hallen van Nieuwpoort. In hetzelfde jaar werd hij benoemd tot grootofficier in de Kroonorde.
Kort voor zijn overlijden kreeg hij nog bezoek van koningin Elisabeth. Hij werd begraven op het kerkhof van Oudergem.

## Musea
- Koninklijk Museum voor Schone Kunsten Antwerpen
- Museum van Elsene
- Museum voor Schone Kunsten (Gent)
- Charliermuseum, Sint-Joost-ten-Node
- Philadelphia Museum of Art
- Fine Arts Museums of San Francisco

## Publicatie
- Alfred Bastien, Journal intime d'Albert I à Baudouin I, 1918-1955, Brussel, Racine, 2005